# Maria Angeles Vall Ojeda
Pour les articles homonymes, voir Ojeda.
 (juillet 2015).
Si vous disposez d'ouvrages ou d'articles de référence ou si vous connaissez des sites web de qualité traitant du thème abordé ici, merci de compléter l'article en donnant les références utiles à sa vérifiabilité et en les liant à la section « Notes et références ».
María Ángeles Vall Ojeda (signant ses publications du nom de María Ángeles Vall de Pla) est une archéologue espagnole née en 1931 à Valence. Ses travaux portent principalement sur la culture ibérique.

## Parcours professionnel
Maria Angeles Vall Ojeda fait des études de géographie et d'histoire à l’Université de Valence. Elle obtient sa licence en 1953, et reçoit le « prix extraordinaire de fin d’études »[réf. nécessaire]. Elle suit à Madrid des cours préparatoires au doctorat et commence sous la direction de Miquel Tarradell une thèse sur Le hameau ibérique de Covalta (Albaida – Valence).
Par sa participation active au travail de recherche comme aux fouilles qui constituent le travail de terrain, elle est l'une des pionnières de l’archéologie valencienne[réf. nécessaire]. Elle est spécialiste de la culture ibérique et signe ses publications du nom de María Ángeles Vall de Pla, en utilisant le nom de son mari Enrique Pla Ballester.
Elle a intégré à la fin des années 1960 le laboratoire d’Archéologie de l’Université de Valence en tant que professeur auxiliaire de la chaire d’Archéologie, poste qu’elle occupera jusqu’au début des années 1970. Elle a participé aux fouilles des gisements de La Serreta (Alcoy) et de La Alcudia (Majorque). Elle a également prit part aux fouilles menées par le Service de Recherche Préhistorique de Valence (SIP), où elle mène par ailleurs diverses tâches de recherche. Elle participe à de nombreux congrès et colloques en Espagne, parfois en collaboration avec Milagro Gil-Mascarell.
Elle publia une partie de sa thèse de doctorat, qu’elle ne put finir, en 1971, dans le numéro 41 de la revue du Service de Recherche Préhistorique (SIP), sous le titre : Le hameau ibérique de Covalta (Albaida, Valence). 1) Le hameau, les fouilles et les céramiques au vernis noir. Elle enseigna l’histoire dans le secondaire pendant le reste de sa carrière.

## Publications
- Mosaïques romaines de Sagonte, 1961, Archive de Préhistoire Levantine IX, 141-176.
- Céramiques polychromes dans les hameaux ibériques valenciens, avec Enrique Pla Ballester, 1969, Chronique du X Congrès National d'Archéologie, 288-305.
- La tête en pâte vitrée du hameau ibérique de Covalta (Albaida-Valence), 1969, Miscelánea Pericot, Papiers du Laboratoire d'Archéologie de Valence 6, 101-112.
- Le hameau ibérique de Covalta (Albaida, Valence) 1. Le hameau, les fouilles et les céramiques au vernis noir, 1971, Valence. Série « Trabajos Varios » du SIP, nº 41.